# CP System
Das CP System, kurz CPS, ist eine Hardwareplattform des japanischen Unternehmens Capcom, die für den Betrieb von Videospielen in Spielautomaten entwickelt wurde. Die erste Version des CPS erschien im Jahr 1988. Ziel Capcoms bei der Einführung war es, technologisch zu den Mitbewerbern aufzuschließen und Produktpiraterie zu verhindern. Die Grafik der Plattform ist für die Darstellung großer animierter, zweidimensional gestalteter Objekte auf einem Hintergrund ausgelegt, vor dem sich eine gedachte Kamera mitbewegt, deren Bild der im Spielautomaten eingebaute Bildschirm wiedergibt. Der Ton kann synthetisch oder durch die Wiedergabe von Aufzeichnungen erzeugt werden. Die nachfolgenden Versionen des CPS bieten beim Ton die Möglichkeit, Raumklang zu erzeugen sowie mehr Kapazität für Spiele oder erlauben es, ohne Hardwaretausch ein Spiel von einem optischen Speichermedium zu installieren. Das letzte Automatenspiel für die Plattform wurde 2003 veröffentlicht. Der Erfolg Capcoms mit dem Kampfspiel Final Fight in der Einführungsphase des CPS führte zur Fortführung des Genres mit der Street-Fighter-Spielereihe, deren Veröffentlichungen, später auf anderen Hardwareplattformen, über drei Jahrzehnte erfolgten.

## CPS-1
Das CP System 1 (CPS-1) ist eine Hardwareplattform von Capcom für Videospiele und erschien 1988. Sie löste von Capcom zuvor entwickelte Plattformen ab, die jeweils nur für wenige Automatenspiele zum Einsatz kamen, dadurch technologisch oftmals nicht ausgereift und im Vergleich zu Mitbewerbern zurückgefallen waren. In einem Interview in der November-Ausgabe von 1989 der japanischen Videospielezeitschrift Gamest hebt Kenzo Tsujimoto, seinerzeit President von Capcom, zwei Entwicklungsziele des CPS-1 hervor: mehr Speicher für Spiele und ein Schutz vor illegalen Kopien. Auch sei die Grafik nahezu fotorealistisch und ermögliche so zusätzliche Lizenzierungen von Capcom-Spielen. Die englische Spielezeitschrift The Games Machine bezifferte in ihrer Juni-Ausgabe von 1989 die Entwicklungskosten der beiden anwendungsspezifischen Chips zur Grafikerzeugung (CPS-A und CPS-B) im CPS-1 auf rund 5,5 Millionen £ (entspricht 2024 rund 17,5 Millionen €). Die Entwicklung der beiden Chips habe zweieinhalb Jahre gedauert. In der Einführungsphase war das Automatenspiel Final Fight das erfolgreichste Videospiel von Capcom für das CPS-1. Daran schloss sich die Entwicklung des 1991 veröffentlichten Automatenspiels Street Fighter II: The World Warrior an, das die gleichnamige Jahrzehnte überspannende Spielereihe begründete.

### Aufbau und Funktionsweise

#### Computerplattform

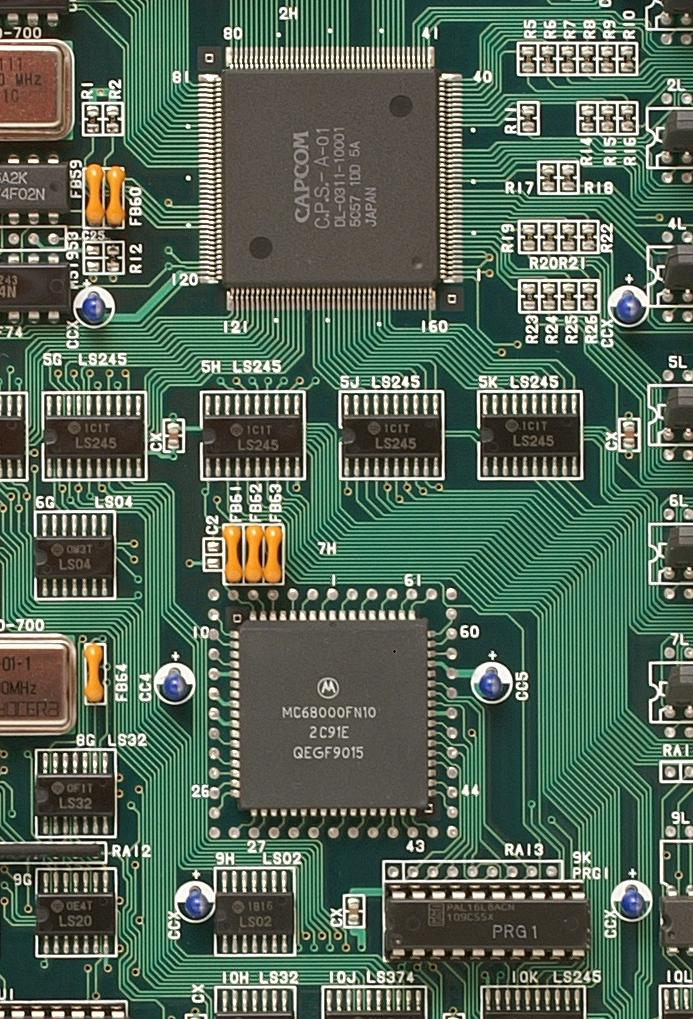
Eine Leiterplatte des CPS-1 mit Mikroprozessor Motorola 68000 (unten mittig) und Grafikchip CPS-A (oben mittig)

Die Steuerung des gesamten Spielgeschehens übernimmt im CPS-1 ein MC68000-Mikroprozessor von Motorola mit einer Taktfrequenz von 10 MHz und einem 16-Bit-Datenbus. Dafür ist ein 1 MB Festwertspeicher (ROM) zur Speicherung von Programmcode und Farbpaletten vorhanden. Weiterhin stehen 64 KB Arbeitsspeicher (RAM) zur Zwischenspeicherung von Daten zur Verfügung.

#### Grafik
Die Konstruktion des farbigen Bildes, das aus 384 × 224 Pixeln besteht, übernehmen die beiden Grafikchips CPS-A und CPS-B. Das Hintergrundbild entsteht aus der Überlagerung von bis zu fünf Bildebenen. Drei der Ebenen setzen sich aus jeweils 64 × 64 Zeichen zusammen, die aus respektive 8 × 8 Pixeln, 16 × 16 Pixeln und 32 × 32 Pixeln bestehen. Die grafische Gestaltung dieser Zeichen ist in einem Festwertspeicher hinterlegt. Zwei der Bildebenen sind „Sternenfelder“, die durch einen eigenen Befehlssatz beschrieben werden. Das Vordergrundbild wird in einem Video-RAM aus bis zu 256 frei positionierbaren Grafikobjekten mit einer Größe von jeweils 16 × 16 Pixeln in einer vorgegebenen Reihenfolge aufgebaut. Die grafische Gestaltung dieser sogenannten Sprites ist ebenfalls im ROM des Systems enthalten. Das darzustellende Bild wird durch die Überlagerung von Vordergrundbild und Hintergrundbildebenen erzeugt. Hierbei ist die Reihenfolge, ausgenommen die „Sternenfelder“, frei konfigurierbar. Zum Einfärben eines Pixels stehen jeder Bildebene 32 Farbpaletten à 15 Farben zur Verfügung. Jede Farbe wird aus 65 536 möglichen Farben ausgewählt. Entsprechend der Farbe eines Pixels werden zum Schluss die entsprechenden Videosignale für den Monitor erzeugt.
Von dem Grafikchip CPS-B wurden anfänglich unterschiedliche Revisionen für die veröffentlichten Spiele hergestellt, um die jeweilige Videospielhardware gegen illegale Kopien abzusichern. Um die Produktionskosten des Chips zu verringern, gab es eine letzte Revision, die für ein Spiel passend von Capcom konfiguriert werden konnte. Dieser Chip muss mit einer Batterie permanent mit Strom versorgt werden. Fällt die Stromversorgung für mehr als einige Minuten aus, gehen die Konfiguration und damit das Spiel verloren. Allerdings war es Capcom möglich, die Konfiguration bei einem Batteriewechsel wiederherzustellen.

#### Ton
Die Ausgabe der Audiosignale wird von einem Z80-Mikroprozessor von Zilog mit einer Taktfrequenz von 3,58 MHz und einem 8-Bit-Datenbus gesteuert. Dafür ist ein 64 KB Festwertspeicher (ROM) zur Speicherung von Programmcode und Musiknoten vorhanden. Weiterhin stehen 2 KB Arbeitsspeicher (RAM) zur Zwischenspeicherung von Daten zur Verfügung. Musik und Sound werden mithilfe eines YM2151- und YM3012-Chips von Yamaha durch Frequenzmodulationssynthese oder eines MSM6295-Chips von Oki Semiconductor durch das Abspielen komprimierter Abtastwerte (ADPCM) von Audiosignalen, die in einem separaten 256 KB ROM vorliegen, erzeugt.

#### Physikalische Schnittstellen
Das CPS-1 verwendet eine von der JAMMA (Japan Amusement Machine and Marketing Association) standardisierte Schnittstelle. Über diese werden die Video- und Tonsignale ausgegeben, die Stromversorgung vorgenommen sowie der Zustand von Eingabegeräten wie Joysticks, Tasten und Münzdetektoren an das CPS-1 übermittelt. Hierdurch muss bei einem Wechsel der Hardwareplattform der dazugehörige Kabelbaum im Spielautomaten nicht ausgewechselt werden. Da die JAMMA-Schnittstelle nur bis zu drei Tasten für zwei Spieler unterstützt, Capcoms Kampfspiele aber sechs Tasten für jeden Spieler vorsahen, verwendete Capcom ein weiteres Kabel (Kick Harness) zwischen Bedienpult und CPS-1.

### CP System Dash (CPS-1.5)
Das CP System Dash wurde 1992 als Zwischenschritt vor dem CPS-2 von Capcom veröffentlicht. Es unterstützt zusätzlich die Erzeugung von Raumklang nach einem Verfahren von QSound und enthält einen modifizierten Z80-Mikroprozessor namens „Kabuki“, der seine Befehle zusätzlich entschlüsselt. Dafür wird ein geheimer Schlüssel für ein symmetrisches Kryptosystem im RAM des Mikroprozessors hinterlegt. Eine Batterie muss dieses RAM mit Strom versorgen, da sonst der Schlüssel verloren geht. Weiterhin ist das CP System Dash in einem grauen Plastikgehäuse untergebracht.

### Spiele
Das CPS-1 und CPS-1.5 wurden in den Spielautomaten von Capcom verbaut. Die nachfolgenden Tabellen zeigen die veröffentlichten Automatenspiele, die oftmals auch auf Spielkonsolen und Heimcomputer portiert wurden.
| Englischer Spielname                 | Jahr der Veröffentlichung | Japanischer Spielname                    | CPS-B-Version         |
| ------------------------------------ | ------------------------- | ---------------------------------------- | --------------------- |
| 1941: Counter Attack                 | 1990                      | 1941: Counter Attack                     | 05                    |
| —                                    | 1992                      | Adventure Quiz Capcom World 2            | 21                    |
| Captain Commando                     | 1991                      | Captain Commando                         | 21                    |
| Carrier Air Wing                     | 1990                      | U.S. Navy                                | 05, 16                |
| Dynasty Wars                         | 1989                      | Tenchi wo Kurau                          | 02, 21                |
| Final Fight                          | 1989                      | Final Fight                              | 01 bis 05             |
| Forgotten Worlds                     | 1988                      | Lost Worlds/Forgotten Worlds             | 01                    |
| —                                    | 2000                      | Ganbare! Marine Kun                      | 21                    |
| Ghouls ’n Ghosts                     | 1988                      | Daimakaimura                             | 01, 21                |
| —                                    | 1994                      | Ken Sei Mogura: Street Fighter II        | 21                    |
| Knights of the Round                 | 1991                      | Knights of the Round                     | 21                    |
| Magic Sword: Heroic Fantasy          | 1990                      | Magic Sword: Heroic Fantasy              | 13                    |
| Mega Man: The Power Battle           | 1995                      | Rockman: The Power Battle                | 21                    |
| Mega Twins                           | 1990                      | Chiki Chiki Boys                         | 14                    |
| Mercs                                | 1990                      | Senjō no Ōkami II                        | 12                    |
| Nemo                                 | 1990                      | Nemo                                     | 15                    |
| Pang! 3                              | 1995                      | Pang! 3: Kaitō Tachi no Karei na Gogo    | 21                    |
| —                                    | 1994                      | Pnickies                                 | 21                    |
| Quiz & Dragons: Capcom Quiz Game     | 1992/1994                 | Quiz & Dragons: Capcom Quiz Game         | 21                    |
| —                                    | 1995                      | Quiz Tonosama no Yabō 2: Zenkoku-ban     | 21                    |
| Street Fighter II′: Champion Edition | 1992                      | Street Fighter II′: Champion Edition     | 21                    |
| Street Fighter II′: Hyper Fighting   | 1992                      | Street Fighter II′ Turbo: Hyper Fighting | 21                    |
| Street Fighter II: The World Warrior | 1991                      | Street Fighter II: The World Warrior     | 05, 11 bis 15, 17, 18 |
| Strider                              | 1989                      | Strider Hiryū                            | 01, 21                |
| The King of Dragons                  | 1991                      | The King of Dragons                      | 21                    |
| Three Wonders                        | 1991                      | Wonder 3                                 | 21                    |
| U.N. Squadron                        | 1989                      | Area 88                                  | 11, 21                |
| Varth: Operation Thunderstorm        | 1992                      | Varth: Operation Thunderstorm            | 04, 21                |
| Willow                               | 1989                      | Willow                                   | 03                    |

| Englischer Spielname                    | Jahr der Veröffentlichung | Japanischer Spielname                   | CPS-B-Version |
| --------------------------------------- | ------------------------- | --------------------------------------- | ------------- |
| Cadillacs and Dinosaurs                 | 1993                      | Cadillacs Kyōryū Shinseiki              | 21            |
| Muscle Bomber Duo: Ultimate Team Battle | 1993                      | Muscle Bomber Duo: Heat Up Warriors     | 21            |
| Saturday Night Slam Masters             | 1993                      | Muscle Bomber: The Body Explosion       | 21            |
| The Punisher                            | 1993                      | The Punisher                            | 21            |
| Warriors of Fate                        | 1992                      | Tenchi wo Kurau II: Sekiheki no Tatakai | 21            |

### CPS Changer
Der CPS Changer, kurz für Capcom Power System Changer, ermöglicht die Verwendung der CPS-1-Hardwareplattform inklusive installiertem Spiel, anfangs Street Fighter II′ Turbo: Hyper Fighting, als Spielkonsole und wurde im Jahr 1994 in Japan zu einem Preis von rund 350 US$ veröffentlicht. Er ist ein Adapter, der hier auf das Gehäuse des CPS-1 gesteckt wird, um einen Fernseher zur Wiedergabe des Spielgeschehens und SNES-kompatible Eingabegeräte verwenden zu können. Im Jahr 1996 stellte Capcom den Vertrieb des CPS Changer ein.

## CPS-2
Die im Jahr 1993 erschienene CPS-2-Hardwareplattform ist eine Weiterentwicklung des CPS-1, die einen etwas schnelleren modifizierten MC68000-Mikroprozessor mit einer Taktfrequenz von 16 MHz, einen größeren Festwertspeicher sowie eine verbesserte Grafik und Tonerzeugung verwendet. Während für die Steuerung der Audiosignale ein unmodifizierter Z80-Mikroprozessor mit einer Taktfrequenz von 8 MHz zum Einsatz kommt, entschlüsselt im CPS-2 ein modifizierter MC68000-Mikroprozessor seine Befehle nach dem Schema des Kabuki-Mikroprozessors im CPS-1.5.
Die nachfolgende Tabelle zeigt die veröffentlichten Automatenspiele.
| Englischer Spielname                                           | Jahr der Veröffentlichung | Japanischer Spielname                             |
| -------------------------------------------------------------- | ------------------------- | ------------------------------------------------- |
| 1944: The Loop Master                                          | 2000                      | 1944 The Loop Master                              |
| 19XX: The War Against Destiny                                  | 1995                      | 19XX The War Against Destiny                      |
| Alien vs. Predator                                             | 1994                      | Alien VS Predator                                 |
| Armored Warriors                                               | 1994                      | Powered Gear: Strategic Variant Armor Equipment   |
| Battle Circuit                                                 | 1997                      | Battle Circuit                                    |
| Capcom Sports Club                                             | 1997                      | Capcom Sports Club                                |
| Cyberbots: Full Metal Madness                                  | 1995                      | Cyberbots: Full Metal Madness                     |
| Darkstalkers: The Night Warriors                               | 1994                      | Vampire: The Night Warriors                       |
| Dimahoo                                                        | 2000                      | Great Mahō Daisakusen                             |
| Dungeons & Dragons: Shadow over Mystara                        | 1996                      | Dungeons & Dragons: Shadow over Mystara           |
| Dungeons & Dragons: Tower of Doom                              | 1994                      | Dungeons & Dragons: Tower of Doom                 |
| Eco Fighters                                                   | 1993                      | Ultimate Ecology                                  |
| Giga Wing                                                      | 1999                      | Giga Wing                                         |
| Hyper Street Fighter II: The Anniversary Edition               | 2003                      | Hyper Street Fighter II                           |
| Jangokushi: Haō no Saihai                                      | 1999                      | Jangokushi Haō no Saihai                          |
| Janpai Puzzle Chōkō                                            | 2001                      | Janpai Puzzle Chōkō                               |
| Mars Matrix: Hyper Solid Shooting                              | 2000                      | Mars Matrix                                       |
| Marvel Super Heroes                                            | 1995                      | Marvel Super Heroes                               |
| Marvel Super Heroes vs. Street Fighter                         | 1997                      | Marvel Super Heroes vs. Street Fighter            |
| Marvel vs. Capcom: Clash of Super Heroes                       | 1998                      | Marvel vs. Capcom: Clash of Super Heroes          |
| Mega Man 2: The Power Fighters                                 | 1996                      | Rockman 2: The Power Fighters                     |
| Mega Man: The Power Battle                                     | 1995                      | Rockman: The Power Battle                         |
| Mighty! Pang                                                   | 2000                      | Mighty Pang                                       |
| Night Warriors: Darkstalkers’ Revenge                          | 1995                      | Vampire Hunter: Darkstalkers’ Revenge             |
| Progear                                                        | 2001                      | Progear no Arashi                                 |
| Puzz Loop 2                                                    | 2001                      | Puzz Loop 2                                       |
| Quiz Nanairo Dreams: Nijiirochō no Kiseki                      | 1996                      | Quiz Nanairo Dreams: Nijiirochō no Kiseki         |
| Ring of Destruction: Slammasters II                            | 1994                      | Super Muscle Bomber: The International Blowout    |
| Street Fighter Alpha                                           | 1995                      | Street Fighter Zero                               |
| Street Fighter Alpha 2                                         | 1996                      | Street Fighter Zero 2                             |
| Street Fighter Alpha 3                                         | 1998                      | Street Fighter Zero 3                             |
| Street Fighter Zero 2 Alpha                                    | 1996                      | Street Fighter Zero 2 Alpha                       |
| Super Gem Fighter Mini Mix                                     | 1997                      | Pocket Fighter                                    |
| Super Puzzle Fighter II Turbo                                  | 1996                      | Super Puzzle Fighter II X                         |
| Super Street Fighter II Turbo                                  | 1994                      | Super Street Fighter II X: Grand Master Challenge |
| Super Street Fighter II: The New Challengers/Tournament Battle | 1993                      | Super Street Fighter II                           |
| Vampire Hunter 2: Darkstalkers’ Revenge                        | 1997                      | Vampire Hunter 2: Darkstalkers’ Revenge           |
| Vampire Savior 2: The Lord of Vampire                          | 1997                      | Vampire Savior 2: The Lord of Vampire             |
| Vampire Savior: The Lord of Vampire                            | 1997                      | Vampire Savior: The Lord of Vampire               |
| X-Men vs. Street Fighter                                       | 1996                      | X-Men vs. Street Fighter                          |
| X-Men: Children of the Atom                                    | 1994                      | X-Men: Children of the Atom                       |

## CPS-3
Capcom entwickelte die CPS-3-Hardwareplattform in den Jahren 1996 bis 1999 als Alternative zum CPS-2. Sie besitzt ein CD-ROM-Laufwerk und Flash-Speicher, womit Spiele von CD-ROM in den Flash-Speicher installiert werden können.
Der eingesetzte Mikroprozessor mit einer Taktfrequenz von 6,25 MHz basiert auf dem Hitatchi-SH-2-Mikroprozessor und entschlüsselt ebenfalls seine Befehle nach dem Schema des Kabuki-Mikroprozessors im CPS-1.5. Die permanente Stromversorgung des Mikroprozessors mithilfe einer Batterie ermöglicht es, dass der Mikroprozessor die Plattform hinsichtlich unbefugter Eingriffe überwacht. Wird ein solcher festgestellt, löscht der Mikroprozessor seinen geheimen Schlüssel, wodurch der Betrieb des Spielautomaten nicht mehr möglich ist. Das CPS-3 konnte sich bei Betreibern nicht durchsetzen. Beispielsweise waren die dazugehörigen Spiele vergleichsweise teuer und der geheime Schlüssel konnte durch elektrostatische Entladung bei Berührung einer Leiterplatte verloren gehen.
| Englischer Spielname                                | Jahr der Veröffentlichung | Japanischer Spielname                               |
| --------------------------------------------------- | ------------------------- | --------------------------------------------------- |
| Red Earth                                           | 1996                      | Warzard                                             |
| Street Fighter III: New Generation                  | 1997                      | Street Fighter III: New Generation                  |
| Street Fighter III 2nd Impact: Giant Attack         | 1997                      | Street Fighter III 2nd Impact: Giant Attack         |
| JoJo’s Venture                                      | 1998                      | JoJo no Kimyō na Bōken                              |
| Street Fighter III 3rd Strike: Fight for the Future | 1999                      | Street Fighter III 3rd Strike: Fight for the Future |
| JoJo’s Bizarre Adventure                            | 1999                      | JoJo no Kimyō na Bōken: Mirai e no Isan             |